# Sticomanzia
La sticomanzia è la pratica divinatoria consistente nell'estrazione a sorte di una frase e nell'interpretazione della stessa come responso.
Forme popolari di sticomanzia sono la bibliomanzia, in cui la frase è estratta aprendo a caso un libro e indicando a caso una frase sulla pagina che si è aperta, e il biscotto della fortuna, in cui alcuni pezzi di carta contenenti le frasi sono nascosti in altrettanti biscotti.
Anticamente si utilizzavano vasi di terracotta dai quali si estraevano gli oracoli scritti su tavolette di argilla o pezzi di papiro. Se questi oracoli erano frasi tratte da un'opera poetica si parla di rapsodomanzia.

## Storia
In ambiente cristiano è documentata una forma di sticomanzia, praticata a Cordes nel Tarn tra il XII secolo e il XVII secolo nonostante la proibizione della Chiesa, basata su 57 versetti della Bibbia. Ognuno di questi versetti era scritto su un pezzo di pergamena e collegato a un filo colorato; il complesso di questi 57 versetti era chiamato Le Sorti degli Apostoli. Prima di poter consultare le Sorti, il consultante recitava una lunga preghiera chiamata Sortes Sanctorum con la quale invocava la protezione della Trinità e delle entità celesti; terminata l'invocazione, il consultante tirava uno dei fili ed otteneva il responso.